# Jérôme-Marcel de Gubernatis
Jérôme Marcel de Gubernatis, né en 1633 à Sospel (alors comté de Nice des États de Savoie) et mort le 6 octobre 1713 à Turin, est une personnalité du XVIIe siècle dans le comté de Nice. Il était docteur en droit, littérateur distingué et jurisconsulte, membre de l’Académie d’Arcadie.

## Biographie
Jérôme Marcel de Gubernatis est né à Nice en 1633 comme fils de Donat De Gubernatis. Grâce à la richesse de sa famille, Jérôme-Marcel put étudier dans les meilleures écoles et côtoyer l'élite de la société. Il étudia la jurisprudence à Bologne, où il fit son cursus honorem. Son objectif fut d'élever le pouvoir de sa famille en accédant à la noblesse niçoise en s'alliant à ses grandes familles.
De 1653 à 1655, il est podestat et juge du comté de Nice. En 1661, il est nommé sénateur et coseigneur de Castellar. En 1674, il devient chevalier de justice des Saints-Maurice et Lazare. En 1682 il devient deuxième président du Sénat de Nice, puis ambassadeur à Lisbonne, Madrid et Rome
Juriste et bon diplomate, il devient proche du Duc de Savoie Charles-Emmanuel II, qui lui accorde en 1684, le titre de commandeur de Saint Gervais de Sospelle et comte du fief de Saint-Martin-Vésubie en récompense de ses mérites. Moins d'un an plus tard, son successeur Victor-Amédée II s'empressa cependant de libérer Saint-Martin-Vésubie de cette inféodation. Toutefois en compensation, Jérôme Marcel fut gratifié du titre de Comte de Bonson le 2 décembre 1688. Il entra ainsi dans la noblesse niçoise.
Il décède le 6 octobre 1713 à Turin.

## Généalogie

### Ascendance
Jérôme Marcel appartient à l'une des deux branches de la famille De Gubernatis connues dans le Comté de Nice. Son arrière-grand-père, Donat est issu d'une famille de notables de Sospel. Il fut gouverneur de Barcelonnette en 1572 et deuxième Consul de Nice en 1592. Son mariage avec Lucrèce Galléan de Chateauneuf en 1565 lui donne un fils, Jean-Baptiste, combattant à Lépante et 1er Consul de Nice en 1618 et 1628, qui épouse Dorothée Isnardi en 1592, dont sont issus Fabio, docteur ès Lois, assesseur en 1628, chanoine de la cathédrale de Nice, Commandeur de la Madone de Fenestre et Donat.

Donat de Gubernatis épouse Anne Marie Vivaldi, fille d'Alexandre de Mondovi, général d'artillerie du Château de Nice et du Comté, premier Gentilhomme de la Chambre et Chevalier Grand Croix de l’Ordre des Saints Maurice et Lazare, dont naissent Jean-Baptiste, docteur ès Lois, protonotaire apostolique, Prieur Commendataire de Saint-Blaise en 1662 et de Notre-Dame des Prés de Levens et Jérôme Marcel.

### Descendance
Jérôme-Marcel épouse en 1656 Lucrèce Marie de Vintimille, fille de François, seigneur d'Aurigo, et de Paule Isnardi de Gorbio.
Leur fils Jean-Baptiste, ambassadeur à Rome et sénateur de Nice en 1700 épouse en secondes noces en 1689 Paule Marie de Vintimille, fille de Roger, seigneur d’Aurigo, de Cenova et Lavina, et d'Anne Marie des marquis de Ceva. Ce dernier prend alors le nom De Gubernatis-Vintimille. Ce mariage consolide l'alliance avec l'une des familles les plus puissantes du Comté de Nice. À la mort de son père, il devient comte de Bonson.
Jean-Baptiste eut quatre fils : 
- Jérôme Marcel,
- Horace,
- Honoré Roger, Prieur de Saint-Blaise et de Notre-Dame des Près en 1717, premier Consul de Nice en 1747 et 1756,
- Antoine Gaétan.

Ce dernier hérite des titres de Comte de Bonson, seigneur d’Aurigo, de Cenova et Lavina. Il épouse Constance Dal Pozzo, fille d'Alexandre François comte de Pern et de Marie Dorothée Portanier de Sainte-Marguerite en 1723, mais meurt le 23 juillet 1735 sans héritier mâle. Son frère et héritier Honoré Roger n'a lui non plus d’héritier mâle et en 1774 il laisse sa succession à son neveu, Luc Marcel Ferrero, fils d'Emmanuel Ferrero et de Lucrèce Marie De Gubernatis-Vintimille. Ainsi disparaît la première branche des Gubernatis.